# Jogos Pan-Americanos de Inverno de 1993
Os Jogos Pan-Americanos de Inverno de 1993, oficialmente conhecidos como II Jogos Pan-Americanos de Inverno, deveriam ter sido realizados na cidade de Santiago, no Chile, durante o ano de 1993. No entanto, devido a problemas técnicos e à recusa dos Estados Unidos em participar, foram cancelados. Tivessem ocorrido, seriam o primeiro evento multidesportivo sediado no Chile.
As sedes escolhidas para desenvolver os jogos foram os centros de esqui La Parva, Valle Nevado e El Colorado, embora originalmente o centro de esqui Termas de Chillán também tivesse sido considerado como outra subsede, conforme consta no orçamento original do evento. A Comissão Organizadora dos Jogos foi chefiada por Eduardo Cuevas Valdés.
Diversos problemas administrativos, falta de financiamento e a não obtenção de patrocínios impossibilitaram a realização do evento nos prazos originais. Dada a situação, os diretores dos três principais centros de esqui envolvidos solicitaram formalmente ao governo a suspensão dos Jogos e a sua realização em 1994 ou 1995. Quando faltava apenas um mês para a cerimónia de abertura, marcada para 30 de agosto de 1993, a organização do torneio anunciou seu cancelamento.
As dificuldades enfrentadas pela organização das duas edições dos Jogos Pan-Americanos de Inverno levaram à suspensão total do evento até o momento.